# Yonago
Yonago (米子市, Yonago-shi) is een stad in de prefectuur  Tottori, Japan. In 2012 telde de stad 150.232 inwoners. De voetbalclub Gainare Tottori komt uit Yonago.

## Geschiedenis
Op 1 april 1927 werd Yonago benoemd tot stad (shi). In 2005 werd de gemeente Yodoe (淀江町) toegevoegd aan de stad.

## Partnersteden
- Sokcho, Zuid-Korea
- Baoding, China

Steden:
Kurayoshi · Sakaiminato · Tottori (hoofdstad) · Yonago

Districten:
Hino · Iwami · Saihaku · Tohaku · Yazu
Gemeenten per district